# كأس الاتحاد الأوروبي 1986–87
كأس الاتحاد الأوروبي 1986–87 (بالإنجليزية: 1986–87 UEFA Cup)‏ هو الموسم السادس عشر من بطولة كأس الاتحاد الأوروبي. أقيم بمشاركة 64 فريقاً.
حقق غوتبورغ السويدي لقب البطولة للمرة الثانية في تاريخه بعد فوزه في النهائي على دندي يونايتد الاسكتلندي بنتيجة 2-1 في مجموع المباراتين.